# 和你在一起 (綜藝)
《和你在一起》為韓國JTBC綜藝節目，讓因各種原因仍維持單身的藝人體驗假想的新婚或再婚生活。

## 第一季《和你一起》
播出日期：2014.01.27 ~ 2014.12.30
- 李瑩河（朝鲜语：이영하 (배우)） ♥ 朴贊淑
- 池相烈 ♥ 朴俊錦
- 林玄植 ♥ 朴元淑
- 李常敏 ♥ 藤田小百合（朝鲜语：후지타 사유리）
- 金範洙(主播) ♥ 安文淑（朝鲜语：안문숙）

## 第二季《和你一起２：最佳的愛情》
播出日期：2015.05.07 -2017.9.26
- 尹正秀 ♥ 金淑（E24–120） 兩人的結婚公約：若收視率破７％就結婚
- 金榮澈 ♥ 宋恩伊（E102–120）

### 已下車
- 金範洙(主播) ♥ 安文淑（朝鲜语：안문숙）（E01 – E23）
- 張瑞希 ♥ 尹健（朝鲜语：윤건）（E01 – E23）
- 紀堯姆·帕特里 ♥ 宋敏書（E24 – E35） 兩人為真實情侶
- 許卿煥 ♥ 吳娜美（朝鲜语：오나미）（E37 - E77）
- Crown J（朝鲜语：크라운 제이） ♥ 徐寅永（朝鲜语：서인영）（E78 - E90）[1]
- 柳敏相（朝鲜语：유민상 (희극인)） ♥ 李秀智（E91 - E103）

## 收視率
| 集數 | 播出日期  | AGB 付費平台收視率 | AGB 付費平台收視率 | 排行     | 排行     | TNmS 全國收視率 |
| 集數 | 播出日期  | 大韓民國（全國）   | 首（首都圈）       | 所有節目 | 綜藝節目 | TNmS 全國收視率 |
| ---- | --------- | ------------------ | ------------------ | -------- | -------- | --------------- |
| 108  | 2017/7/04 | 3.009%             |                    | 5        | 3        |                 |
| 109  | 2017/7/11 | 3.476%             |                    | 4        | 2        |                 |
| 110  | 2017/18   | 3.794%             |                    | 5        | 2        |                 |
| 111  | 2017/7/25 | 4.263%             |                    | 2        | 1        |                 |
| 112  | 2017/8/1  | 4.055%             |                    | 2        | 1        |                 |